# Батонішвілі
Батонішвілі (англ. Son of the Lord) — шляхетський титул князів і княгинь Грузинського царства. Його було додано до імені замість прізвища. Його носили не тільки діти правлячих королів, а й нащадки попередніх королів по патрілінії. Офіційним привітанням Батонішвілі було «його Високості».
У Закавказьких монархіях існували різні типи дворян, які часом володіли більшим чи меншим суверенітетом. Після перекладу їхніх титулів на інші мови їх легко сплутати зі званням Батонішвілі. З одного боку, це пов'язано з тим, що для титулів немає точно відповідних західних термінів, а з іншого — часто перекладаються титули терміном «Князь».
Грузино-російський договір 1783 р. додав перелік дворянських родин, яким згідно зі статтею IX було обіцяно «ті самі привілеї та привілеї, які надавалися російському дворянству». Хоча в списку першими були найвищі грузинські родини, він не розрізнявся за рангом. Пізніше Росія віднесла їх усіх до своєї П'ятої Дворянської книги, де перераховувалися всі дворяни, які носили титул князя, але не претендували ні на ранг суверена, ні на статус квазі-суверена. У додатку до договору вперше згадується грузинський шляхетський рід Багратидів, до якого належали грузинські царі та їхні нащадки чоловічої статі. Їм без розбору присвоювали князівський титул і чин рядового дворянина (див. дворянство).
У Грузії титул Батонішвілі носили всі представники династії Багратидів, незалежно від того, чи належали вони до родової гілки Картлі, Кахетії, Мукраній чи Імереті. Її нащадкам, які проживали в Росії, було дозволено носити царський титул цесаревича при імператорському російському дворі до 1833 року. Після невдалого державного перевороту з метою відновлення грузинської монархії спадкоємці грузинських царів були понижені до князів і їм присвоєні титули князь Грузинський (князь Грузії) і князь Імеретинський (князь Імеретії) відповідно.

## Інтернет-ресурси
- Erläuterung des Titels (en) [Архівовано 18 грудня 2007 у Wayback Machine.]